# Kim Pope
Kim Pope är en porrskådespelerska från USA. Hon var aktiv mellan åren 1970 och 1978.

## Filmografi (urval)
- 1977 – Ta mej i dalen
- 1977 – Molly - familjeflickan
- 1976 - Through the Looking Glass
- 1975 - French Shampoo
- 1975 - Farewell Scarlet